# Парково (Вологодская область)
Парково — упразднённая деревня в Бабушкинском районе Вологодской области России.

## География
Урочище находится в юго-восточной части области, в подзоне южной тайги, на расстоянии примерно 10 километров (по прямой) к юго-юго-востоку от села имени Бабушкина, административного центра района. Абсолютная высота — 198 метров над уровнем моря.

### Климат
Климат характеризуется как умеренно континентальный, с продолжительной холодной зимой и умеренно тёплым летом. Среднегодовая температура воздуха — +1,8 °C. Средняя температура воздуха самого холодного месяца (января) — −13,1 °C (абсолютный минимум — −46 °C), средняя температура самого тёплого (июля) — +17 °С (абсолютный максимум — +37 °С). Вегетационный период длится 115 дней. Среднегодовое количество атмосферных осадков составляет 659 мм, из которых около 460 мм выпадает в период с апреля по октябрь. В течение года господствуют ветры юго-западного направления.

## История
В «Списке населенных мест Вологодской губернии по сведениям 1859 года» населённый пункт упомянут как казённая деревня Тотемского уезда, расположенная при речке Ледже, в 46 верстах от уездного города. В деревне имелось 17 дворов и проживало 130 человек (53 мужчины и 77 женщин).
По данным 1926 года в деревне имелось 52 хозяйства и проживало 213 человек (104 мужчины и 142 женщины).
В 1940 году являлась частью Введенского сельсовета Леденгского района. По состоянию на 1 января 1973 года входила в состав Введенского сельсовета Бабушкинского района.